# ヴァージニア・デール
ヴァージニア・デール（Virginia Dale, 1917年7月1日 - 1994年10月3日）はアメリカ合衆国の映画女優。

## 来歴
ノースカロライナ州シャーロット生まれ。1937年にPhyllis Randallの名前でミス・カリフォルニアに選ばれている。1930年代から1940年代に映画、特にミュージカル映画に出演。
1980年代に映画に戻るまで約30年映画界から離れていた。
1994年10月3日、カリフォルニア州バーバンクで死亡。

## 主な出演作品
| 公開年 | 邦題 原題                                        | 役名                       | 備考 |
| ------ | ------------------------------------------------ | -------------------------- | ---- |
| 1939   | 女性の秘密 All Women Have Secrets                | ジェニファー・ワーウィック |      |
| 1940   | ならず者の紐 Parole Fixer                        | Enid Casserly              |      |
| 1941   | ハリウッド・スパイ騒動 World Premiere            | リー・モリソン             |      |
| 1942   | スイング・ホテル Holiday Inn                     | ライラ・ディクソン         |      |
| 1947   | 自信売ります The Hucksters                       | キンバリー                 |      |
| 1974   | ザッツ・エンタテインメント That's Entertainment! |                            |      |

## 参照
1. ↑  http://www.imdb.com/name/nm0197798/bio